# Ramathibodi I.

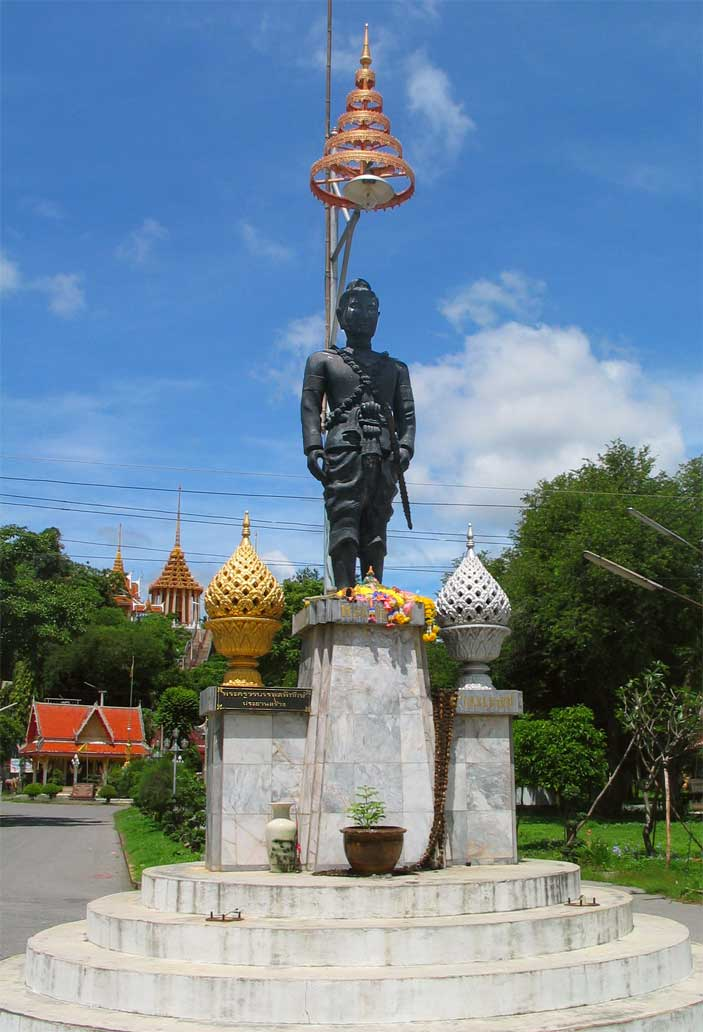
Denkmal für Phra Chao U Thong, Amphoe U Thong, Suphan Buri

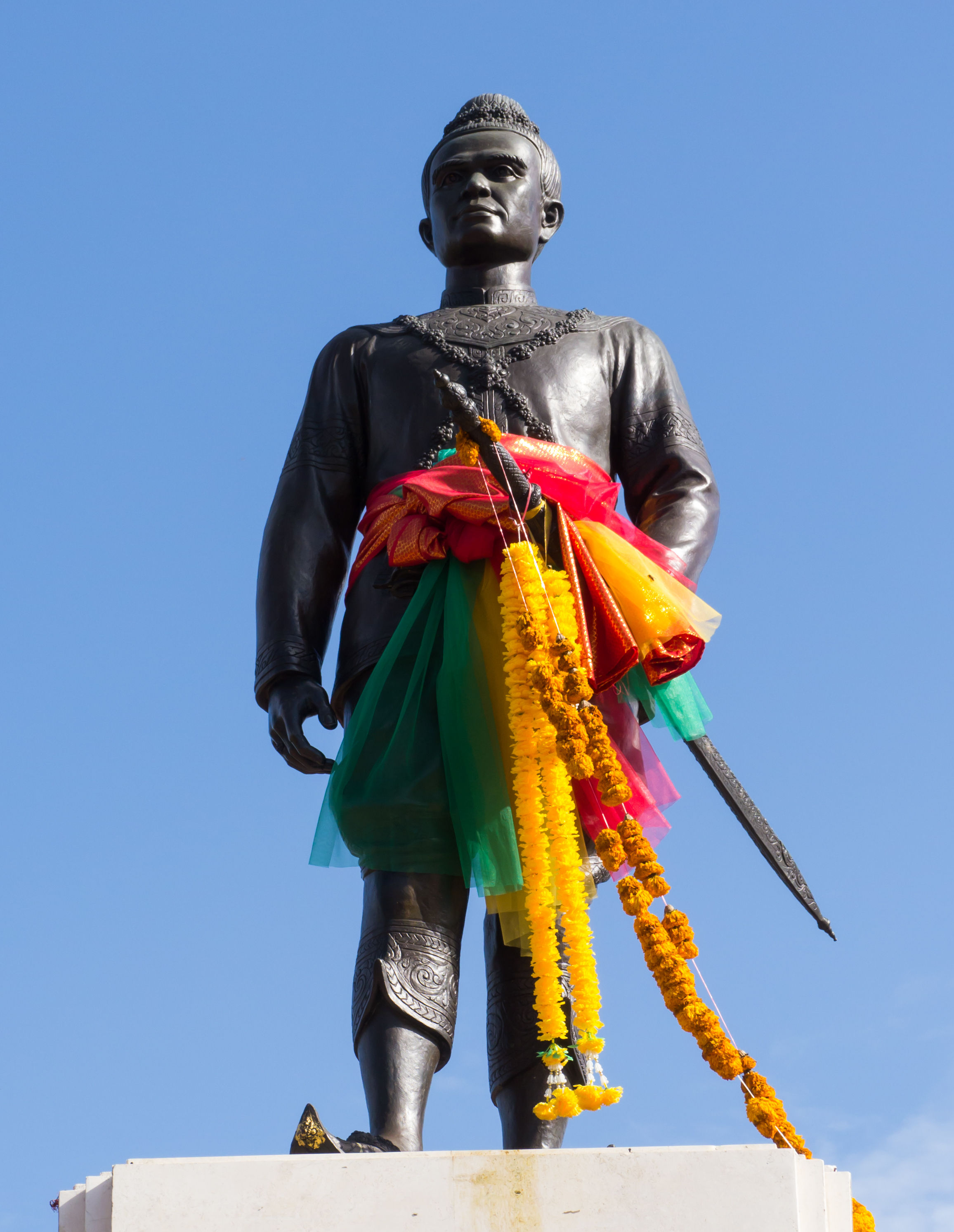
Denkmal für Phra Chao U Thong, Ayutthaya

Ramathibodi I. (* 1314; † 1369), Thai: (สมเด็จพระรามาธิบดีที่๑) oder U Thong (พระเจ้าอู่ทอง, Phra Chao U Thong), war der erste König des Königreichs Ayutthaya in Siam (heute: Thailand).

## Abstammung und Leben
Zur Herkunft des U Thong gibt es heute sechs verschiedene Legenden. Nachdem im Jahre 1904 von Prinz Damrong Rajanubhab, der sich als Amateur-Archäologe betätigte, eine große Ruinenstadt zwischen dem heutigen Kanchanaburi und Suphan Buri entdeckt wurde, die die Bevölkerung der Umgebung Mueang Thao U Thong („Stadt von König U Thong“) nannte, ist die folgende Version die wahrscheinlichste.
U Thong wurde 1314 wahrscheinlich als Sohn von Chodüksethi, einem einflussreichen chinesischen Kaufmann aus Phetchaburi und seiner Frau, einer Tochter des Fürsten von Lop Buri geboren. Er war mit der Tochter des Herrschers des Thai-Fürstentums (Müang) Suphan Buri (historisch Suphannaphum) verheiratet. Als der Fürst von Suphan Buri verstarb, konnte Prinz U Thong den Thron übernehmen. Aufgrund einer Cholera-Epidemie, die viele Menschen dahinraffte, musste jedoch die Stadt aufgegeben werden. So begab sich Prinz U Thong mit dem Rest seiner Bevölkerung auf die Suche nach einem neuen Siedlungsort.

Er fand ihn am Zusammenfluss dreier Flüsse: dem Chao Phraya, dem Lop Buri und dem Pa Sak. Hier gründete er den Chroniken von Ayutthaya zufolge 

„im Jahre 712 [Chula Sakkarat, der „kleinen Zeitrechnung“], einem Jahr des Tigers, dem zweiten der Dekade, am Freitag, dem 6. Tag des zunehmenden Mondes im 5. Monat, um drei Nalika und neun Bat nach Tagesanbruch,“

 also am 4. März 1351 n. Chr. kurz nach neun Uhr morgens, seine neue Hauptstadt, der er den Namen „Krung Thep Dvaravati Sri Ayutthaya“ gab. Die Hauptstadt Ayodhya des Prinzen Rama im indischen Epos Ramayana/Ramakian dürfte dabei Pate gestanden haben. Sich selbst nannte er ab dieser Zeit „Ramathibodi“ (zusammengesetzt aus Rama und adhipati, Sanskrit für „Herr“ oder „König“).
Als neuer König war er in der Lage, wichtige Posten in den Städten der Umgebung mit Verwandten zu besetzen, denen er vertraute. So ließ er seinen Schwager Pha Ngua in Suphan Buri, dem ursprünglichen Machtzentrum seiner Familie, regieren und setzte seinen ältesten Sohn Ramesuan auf den Thron von Lop Buri. Ayutthaya selbst lag von beiden Städten etwa gleich weit entfernt und günstig auf dem Wasserweg erreichbar. Aufgrund seiner Lage entwickelte es sich bald zu einer bedeutenden Hafenstadt für den Fernhandel. Ramathibodi nutzte dies ebenso wie seine politischen und verwandtschaftlichen Verbindungen mit entscheidenden Personen in den benachbarten Fürstentümern und konnte sein junges Königreich in kurzer Zeit zu einer Vormachtstellung in der Region führen. Dabei kombinierte er die Arbeitskraft der Thai, die in recht großer Zahl westlich der Hauptstadt lebten, die in Lop Buri tradierte Staatskunst der Khmer (Lop Buri/Lavo war bis ins 13. Jahrhundert eines der wichtigsten Provinzzentren des Khmer-Reichs von Angkor gewesen) sowie den Kaufmannsgeist der chinesischen Händler, von denen er möglicherweise selbst abstammte und die sich in der Hafen- und Handelsstadt Ayutthaya niederließen.
Das nördlich gelegene Königreich Sukhothai hatte nach seinem Höhepunkt unter Ramkhamhaeng Ende des 13. Jahrhunderts massiv an Einfluss verloren. Ramathibodi schloss ein Abkommen mit dem dortigen König Mahathammaracha I. (Li Thai), sodass ihm aus dieser Richtung kein Angriff drohte (und umgekehrt). Ein bedeutenderer Rivale war das östlich angrenzende Khmer-Reich. Im Krieg mit diesen war der König von Ayutthaya erfolgreich, möglicherweise nahm er zeitweise sogar Angkor ein. Jedenfalls konnte er eine größere Zahl Menschen „erobern“ und in seinen Herrschaftsbereich umsiedeln (im dünnbesiedelten Südostasien war die Eroberung von Arbeitskräften wichtiger als die von Territorium).
Nach Ramathibodis Tod 1369 entbrannte ein Thronfolgestreit: Zunächst kam sein ältester Sohn Ramesuan aus Lop Buri, um den Thron zu besteigen. Nach nur einem Jahr zwang ihn aber Ramathibodis Schwager Pha Ngua aus Suphan Buri zur Abdankung und wurde als Borommaracha I. neuer König.
Ramathibodi hinterließ seinen Nachfolgern zwei wesentliche Errungenschaften:
- Einführung des Theravada-Buddhismus in Ayutthaya,
- Niederlegung eines Rechts-Codex auf der Grundlage hinduistischer Vorstellungen, angepasst an thailändische Realität. Manche dieser Rechtsnormen sind auch heute noch gültig.